# Baylis (Illinois)
Pour les articles homonymes, voir Baylis.
Baylis est un village situé au nord du comté de Pike dans l'Illinois, aux États-Unis,. Il est incorporé le 27 octobre 1887.

## Démographie
Lors du recensement de 2010, le village comptait une population de 205 habitants. Elle est estimée, en 2016, à 200 habitants.

### Source de la traduction
- (en) Cet article est partiellement ou en totalité issu de l’article de Wikipédia en anglais intitulé « Baylis, Illinois » (voir la liste des auteurs).